# Otto-Franke-Straße 34 (Gernrode)

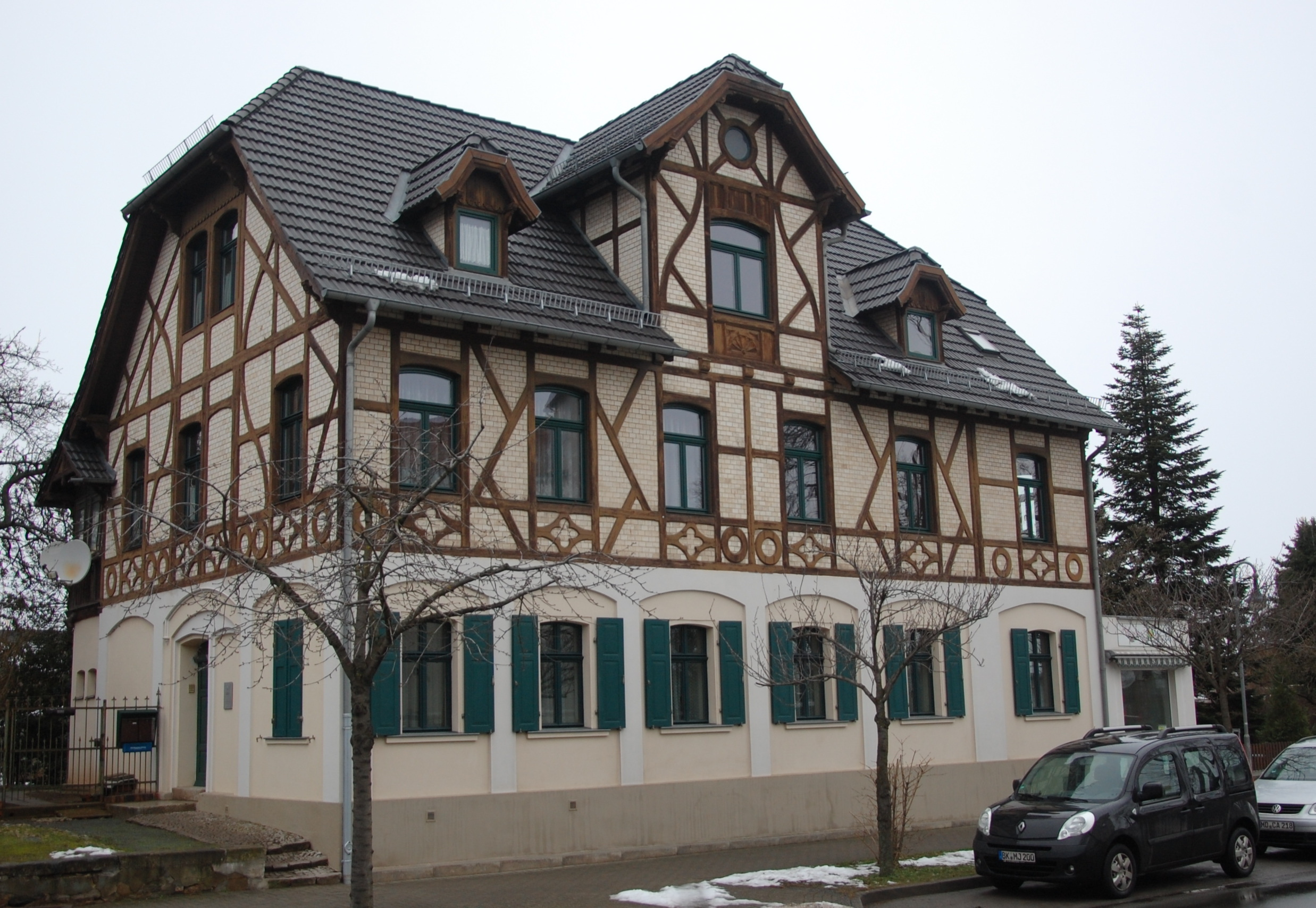
Haus Otto-Franke-Straße 34

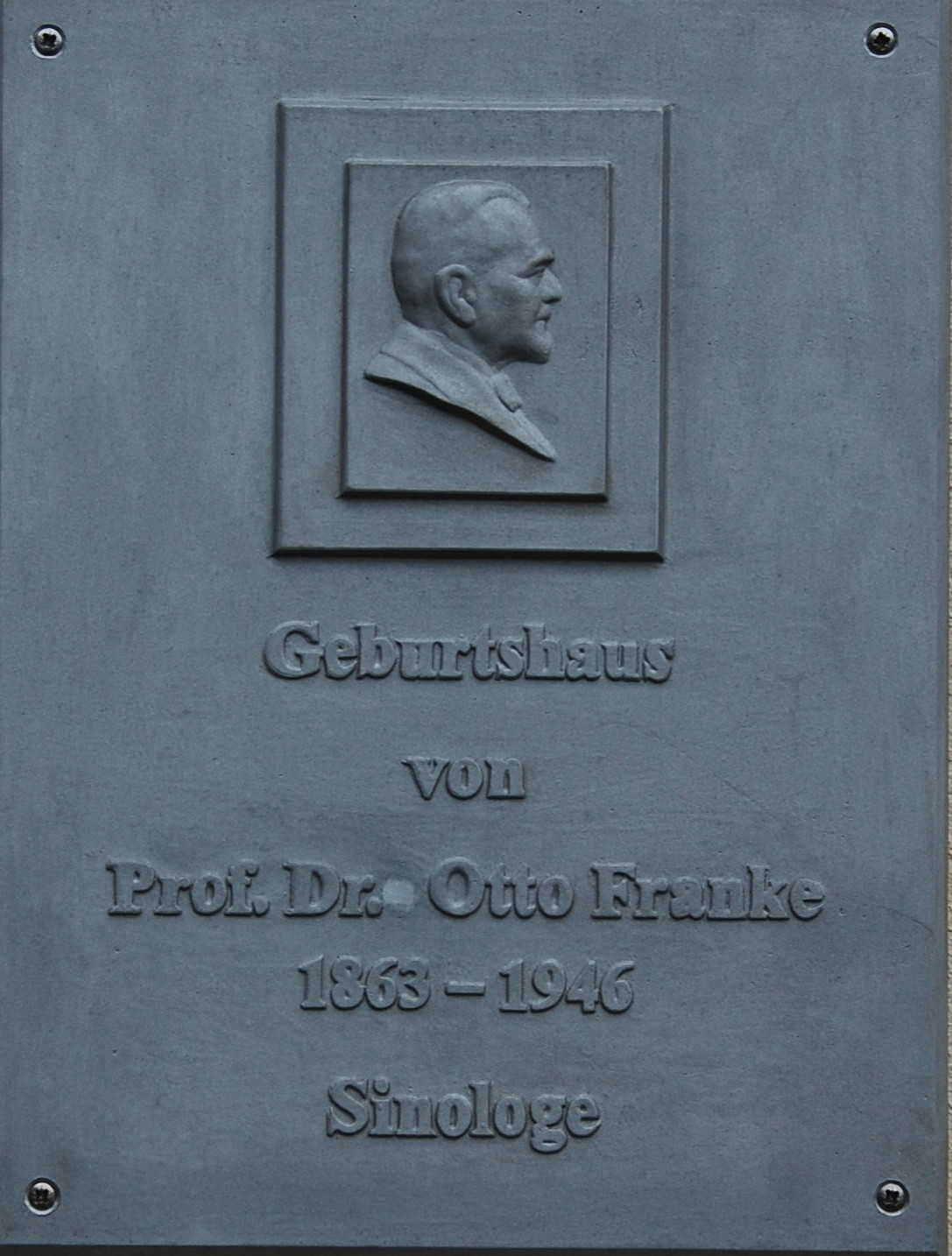
2010 enthüllte Gedenktafel für Otto Franke

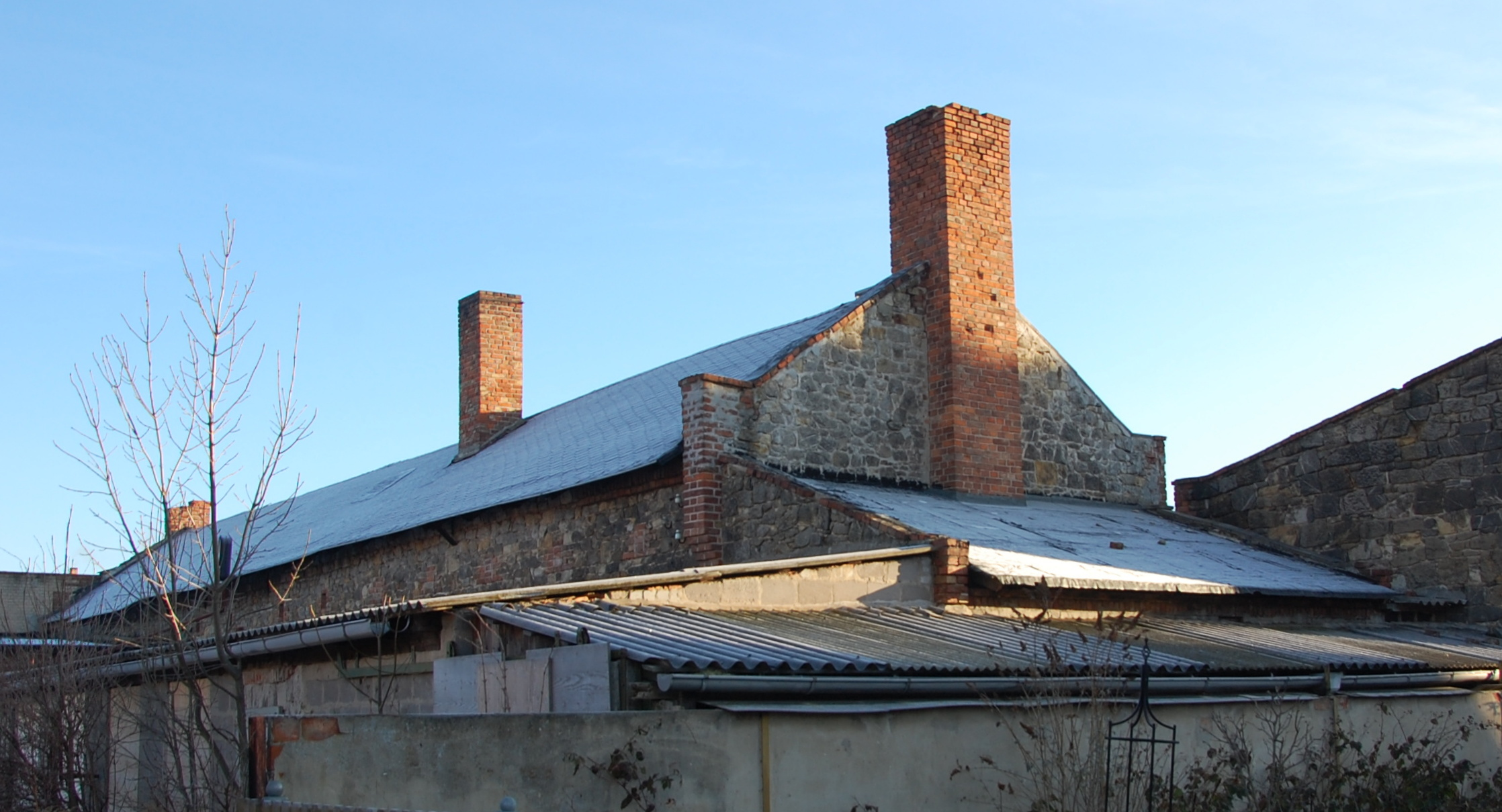
Historische gewerbliche Bauten auf der Rückseite des Grundstücks

Das Haus Otto-Franke-Straße 34 ist ein denkmalgeschütztes Gebäude in dem zur Stadt Quedlinburg in Sachsen-Anhalt gehörenden Ortsteil Stadt Gernrode.

## Lage
Er befindet sich östlich der Gernröder Altstadt auf der Nordseite der Otto-Franke-Straße und ist im örtlichen Denkmalverzeichnis als Wohnhaus eingetragen.

## Architektur und Geschichte
Das zweigeschossige Gebäude verfügt über ein in massiver Bauweise errichtetes Erdgeschoss, welches vermutlich aus der Mitte des 19. Jahrhunderts stammt. Die obere Etage wurde in der Zeit um 1900 in Fachwerkbauweise gebaut. Die Fachwerkfassade weist mit geschwungenen Streben Elemente des Jugendstils auf.
Sowohl die Raumaufteilung als auch bestimmte Ausstattungselemente wie Türen und die Treppe sind original erhalten.
1863 wurde im Gebäude der später bekannte Sinologe Otto Franke geboren. Eine auf ihn am Gebäude verweisende Gedenktafel wurde am 8. Oktober 2010 enthüllt. Im Jahr 1870 gründete Louis Schumann auf dem Grundstück die dritte Streichholzfabrik Gernrodes. Die Produktion erfolgte maschinell. Es waren 20 bis 25 Arbeiter, ein Meister, ein Kutscher und ein Bote beschäftigt. Der Markenname der produzierten Streichhölzer lautete bis 1905 Markgrafen-Hölzer. Das Etikett zeigte zwei das Wappen Anhalts haltende Bären. Es handelte sich um Phosphorhölzer und schwedische Sicherheitshölzer. Die Produktion wurde dann von Hubert Schumann, dem Sohn Louis Schumanns 1905 übernommen und unter dem Markennamen Gero-Hölzer weiter geführt. Das Etikett zeigte eine Abbildung des Markgrafen Gero. Die Produktion war weiterhin modern. Es kamen Schäl-, Hobel-, Abschlags- und Einlegemaschinen zur Anwendung. Das benötigte Holz wurde aus Russland importiert, wobei Espenholz zum Einsatz kam. 1909 wird eine Dampfkesselanlage angeschafft. Darüber hinaus wurde ein Pferdestall und ein feuerfestes Gebäude zur Lagerung der noch unversteuerten Streichhölzer, das sogenannte Steuerhaus, errichtet. Mit Beginn des Ersten Weltkriegs musste die Produktion von Espenholz auf teureres einheimisches Pappelholz umgestellt werden. 1920 wurde eine Schachtelfüll- und eine Funkmaschine angeschafft. Auch drei Füllapparate kamen zur Ausstattung der Fabrik hinzu. Darüber hinaus wurden die Toiletten modernisiert.
Wohl Veränderungen im Streichholzmarkt führen letztlich dazu, dass am 4. Februar 1926 die Produktion von Streichhölzern eingestellt wurde. Es wurden jedoch noch hölzerne Stäbchenspiele hergestellt. Die Rechte hieran hatte man 1927 von der Gernröder Firma Laddey übernommen. Bereits 1931 wurde auf dem Grundstück ein Gartenbaubetrieb eingerichtet. Die Stäbchenproduktion lief jedoch weiter und endete erst mit dem Tod Hubert Schumanns im Jahr 1939. Werner Schumann, Sohn Hubert Schumanns, erweiterte das Wohnhaus um einen gläsernen Blumenpavillon.
In den Jahren 1939 bis 1945 wird auf dem beschlagnahmten Fabrikgelände ein Kriegsgefangenenlager eingerichtet. Es wurden 66 polnische Soldaten gefangen gehalten. Die Wachmannschaft bestand aus sechs deutschen Soldaten.
Nach Ende des Zweiten Weltkriegs dienten die Fabrikräume unterschiedlichen Unternehmen. Ab 1951 bestand hier der Gummiverarbeitungsbetrieb Kurt Bartsch. Noch bis 2014 wurde auf dem Grundstück eine Gärtnerei als Familienbetrieb geführt.
Bis zum 31. Dezember 2011 lautete der Name der Otto-Franke-Straße noch Bahnhofstraße, so dass die Adressierung des Grundstücks Bahnhofstraße 34 lautete.